# Delia Magaña
Gudelia Flores Magaña (Ciudad de México, 2 de febrero de 1903-Ciudad de México, 31 de marzo de 1996), conocida como Delia Magaña o  simplemente La Tostada, fue una actriz, cantante, bailarina y comediante mexicana, principalmente reconocida por sus participaciones en diferentes películas junto a los también actores cómicos, Mario Moreno “Cantinflas”, Germán Valdés “Tin-Tan”, Adalberto Martínez “Resortes”, y el dúo Manolín y Shilinsky. Participó en el teatro de revista mexicano.

## Biografía y carrera
Gudelia Flores Magaña nació el 2 de febrero de 1903 en Ciudad de México, aunque otras fuentes citan que en realidad fue en el año 1906. Sus padres fueron María Magaña y Vicente Flores, quien era contador. A mediados de 1923, el cine Salón rojo y el diario El Demócrata organizaron un concurso de baile, en el que Magaña decidió inscribirse con el nombre de Celia Hoyo, logrando ganar en una de las categorías y alcanzando el segundo lugar en otra de ellas. El director de escena Ricardo Beltri, uno de los jurados, la recomendo en la compañía típica mexicana de revistas y zarzuelas, en donde hizo su debut el 25 de agosto de 1923 en la obra La empleada más apta, decidiendo así abandonar la carrera de secretaria bancaria que se encontraba cursando.
Dos años después de su debut se estrena el Mexican Rataplán del empresario teatral José Campillo, con Roberto Soto, Lupe Vélez y Delia, una parodia del bataclán francés que alcanzó un inusitado éxito y elevó a la categoría de divas a la Vélez y la propia Magaña, poco después inicia una gira por Centroamérica. En 1929 el productor Robert J. Flaherty llega a México a instancias de la Fox para seleccionar a una nueva estrella. Nada más ver a Delia la invita a hacer un casting, pero por pura timidez esta le da plantón tres veces. «Me encontré en el salón con tantas muchachas bonitas y elegantes, casi todas de la mejor sociedad de México –se explicaría ella pasado el tiempo–, que temí un desaire». Cuando finalmente asiste a la audición, Flaherty la invita a un cabaret y tras pedir una botella de champán, le dice: «Magañita (como se la conocía entonces), dentro de un año espero que usted me invite a su hogar de Hollywood a tomar una copa de champán.» Dos semanas justas después recibió el contrato por correo y partió a Estados Unidos, junto a otra seleccionada: Lupita Tovar. En aquella época triunfaban con gran éxito en la meca del cine: Dolores del Río y su primo Ramón Novarro y empezaban a despuntar Lupe Vélez, excompañera de Magaña en teatro, y Gilbert Roland; todos ellos mexicanos.
A su llegada a Hollywood se organizó para presentarla un cóctel entre cuyos asistentes figuraban Charles Chaplin y Mary Pickford. Poco después empezó a trabajar y llegó a filmar una docena de títulos, pero al no poder adaptarse al medio decide regresar a México, en donde ya tenía un lugar de renombre en el teatro frívolo, haciendo las delicias de los asistentes con sus excelentes imitaciones de, entre otras, Carmen Miranda, Josephine Baker y Lupe Vélez, quien alguna vez asistió a verla, poniéndose furiosa por la imitación de su persona. La diva no se calmó hasta que le recordaron que ella misma había iniciado su carrera haciendo imitaciones de las actrices más importantes de la época.   
Participó en la Época de Oro del cine mexicano debutando en 1934 en la cinta La sangre manda, pero su creciente éxito en el teatro le impide aceptar más proyectos. Aun así fue quien mejor supo dar la réplica a Roberto Soto, con quien vivió en unión libre. Es hasta los años 40 que empieza a forjar una carrera en el cine con papeles de apoyo, lo mismo para comediantes consagrados en cine como Joaquín Pardavé en El gran makakikus (1944) y Mario Moreno “Cantinflas” en El siete machos (1951), como para los entonces debutantes Germán Valdés “Tin-Tan”, de quien fue dama joven en su primera película: El hijo desobediente (1945), Adalberto Martínez  “Resortes” en Voces de primavera  (1947) y Manuel Palacios “Manolín” y Estanislao Schillinsky en Dos de la vida airada  (1948). Sin embargo sus papeles más recordados fueron el de “la bicha”, que interpretó en ¡Esquina bajan! (1948) y Hay lugar para dos (1949) de Alejandro Galindo, cintas protagonizadas por David Silva y sobre todo con el de la  teporocha “la tostada”, novia del “topillos” (Pedro de Urdimalas)  e inseparable pareja de “la Guayaba”, interpretada magistralmente por una antigua compañera de teatro: Amelia Wilhelmy, en las películas Nosotros los pobres  (1947) y Ustedes los ricos  (1948), de Ismael Rodríguez y con un elenco de lujo que incluía a Pedro Infante, Blanca Estela Pavón, Evita Muñoz «Chachita», Carmen Montejo, Katy Jurado y Miguel Inclán. También trabajó en televisión, participando en las telenovelas Una noche sin mañana, El medio pelo, Sublime redención, Un original y veinte copias y La voz de la tierra. La última telenovela en la que participó fue la producción de época Senda de gloria, que a su vez fue su penúltimo trabajo como actriz.  
Delia Magaña participó en telenovelas como. Yara en (1979) y siguió trabajando hasta finalizar la década de los 80, se retira definitivamente en 1990 y falleció en la Ciudad de México el 31 de marzo de 1996, se dice que fue (víctima de una neumonía) la verdad está entre un inesperado accidente en su domicilio que la llevo al hospital y la falsas declaraciones de quienes se consideraban sus únicos familiares. Por su contribución al cine norteamericano su nombre y huella se conservan en la acera del Teatro Chino, en el paseo de la fama de Hollywood.

## Reconocimientos

### Diosas de Plata PECIME
| Año  | Categoría                  | Película                | Resultado |
| ---- | -------------------------- | ----------------------- | --------- |
| 1979 | Mejor actuación en comedia | Las noches de la paloma | Ganadora  |

## Filmografía

### Cine
- La sangre manda (1934)[4]
- Dos de la vida airada (1948)
- Nosotros los pobres (1948)
- Historia de un abrigo de mink (1954)
- El hijo de Gabino Barrera (1965)
- Tu camino y el mío (1973)